# Jeff Sarwer
Jeff Sarwer (Kingston, 14 de maio de 1978) - é um enxadrista canadense que se notabilizou como o menino prodígio do enxadrismo. Sua carreira no xadrez e estilo de vida atípico de sua família, foram assuntos de diversos artigos e programas de televisão.  
Com estilo de jogo ofensivo, Sarwer foi comparado ao campeão mundial de xadrez Bobby Fisher, bem como, posteriormente, um de seus campeonatos contra o jovem jogador Joshua Waitzkin, fora inspiração para o filme Lances Inocentes.  
Representando o Canadá em Porto Rico, 1986, foi ganhador do Campeonato Mundial de Xadrez Juvenil Sub -10 (under – 10 World Youth Chess Championship).   
Aos 8 anos, acreditava-se que ele seria um dos maiores gênios da história do xadrez. Allen Kaufman, diretor da Fundação Americana de Xadrez, disse, “Jeff aos 9 anos é mais forte que Bobby aos 11 anos”. Como também Bruce Pandolfini disse, “Dentre muitas crianças que ensinei, Jeff certamente é o mais fantástico jovem jogador que eu já vi”.

## Vida e Carreira
Nascido em Kingston, Ontário, filho de finlandesa e pai canadense, aos 4 anos o canadense aprendeu as regras do jogo com sua irmã mais velha de 6 anos, Julia. Com 6 anos, passou a jogar no Manhattan Clube de Xadrez, o qual eram um dos mais importantes clubes de xadrez da época. Bruce Pandolfini, um dos mais experientes professores do jogo de tabuleiro era gerente do clube, impressionado com o desempenho de ambos, concedeu associação gratuita e vitalícia, o que normalmente somente é conferido a grandes mestres.   
Sarwer costumava entreter multidões jogando xadrez com 40 pessoas simultaneamente no dia Nacional do Canadá na Colina do Parlamento em Ottawa aos 7 anos. Como também, costumava fazer apresentações e jogar speed chess no Washington Square Park na cidade de Nova Iorque, onde um grande número de pessoas se reuniam para assistir seus jogos.

## Mídia
Aos 7 anos, seu entusiasmo pelos jogos chamou a atenção de Edmar Mednis, mestre de xadrez, e Sarwer foi convidado para analisar uma das partidas do campeonato mundial de 1986 realizado entre Kasparov e Karpov no PBS. Sarwer e sua irmã, o qual também era campeã mundial de meninas Sub-10, permaneceram com o título após a revanche em 1987.
Após tais eventos, os irmãos se tornaram conhecidos nos círculos sociais, fizeram aparições em diversos programas de plateia e até mesmo se tornaram assunto de documentário.
Revistas como GQ e Sports Illustrated, escreveram artigos sobre Jeff Sarwer e sua família enfatizando o bizarro estilo de vida, segurança e sua carreira sobre os cuidados do pai.

## Lances Inocentes
Em 1993, o filme Lances Inocentes foi lançado com Jeff Sarwer sendo representado pelo ator Jonathan Poe. No jogo final, Poe recusa uma oferta de empate e eventualmente perde. Na vida real, Sarwer (7 anos) recusou a oferta de empate feita por Josh Waitzkin (9 anos), todavia, o jogo terminou em empate alguns movimentos depois por falta de material.  
Sob as regras de desempate do torneio, fora determinado que Waitzkin jogou de forma mais desafiadora durante a competição e lhe foi concedido primeiro lugar, porém, ambos foram declarados Co-campeões da Escola Primária dos EUA.

## Retorno
Após seu desaparecimento ainda muito jovem, muitos pensaram que Sarwer não seria visto praticando o esporte novamente. Em setembro de 2007, ele surgiu na cena do xadrez, aparentemente sem treino algum, iniciou no torneio semi rápido de 30 minutos no castelo de Malbork, Polônia. Por sua vez, terminou em terceiro lugar com pontuação de 7/9 em um grupo de 86 jogadores, incluindo grandes mestres.  Até o momento, o jogador não possuía atividade na classificação de xadrez, após o evento de retorno, lhe fora concedido um Elo provisório de classificação de 2250 FIDE.
Em janeiro de 2010, Sarwer concedeu entrevista ao site Chess Life detalhando suas experiências desde o torneio, como também, abordou sobre sua vida atual na Europa.  
Em agosto de 2010, fora elaborado perfil a seu respeito pela revista Sunday Times comentando sobre os métodos praticados pelo pai, sua carreira e sua reaparição pública.  
Sarwer disse que resolveu tornar o esporte sua prioridade e que faria o possível para se tornar mestre. “Irá demandar pelo menos 2 anos de dedicação total, além de estudo e prática. Especialmente no que diz respeito da preparação de abertura.”
No verão de 2015, participou do VI Torneio Shakkinet na Finlândia, marcando 5/9 o que foi suficiente para IM-norm.

## Pôquer
Desde de dezembro de 2008, Sarwer vem participando do Circuito Europeu de pôquer aparecendo a duas mesas finais, bem como, chegou a ganhar $500,000. Em fevereiro de 2010, a revista Bluff Europe publicou um artigo sobre sua nova carreira de pôquer.
Atualmente o jogador é representado pela agência Poker Icons.